# (33228) 1998 FZ121
1998 FZ121 (asteroide 33228) é um asteroide da cintura principal. Possui uma excentricidade de 0.09895100 e uma inclinação de 10.32273º.
Este asteroide foi descoberto no dia 20 de março de 1998 por LINEAR em Socorro.